# Isao Iwabuchi
Isao Iwabuchi (jap. 岩淵 功, Iwabuchi Isao; * 17. November 1933 in der Präfektur Tochigi; † 16. April 2003 in Tokio) war ein japanischer Fußballnationalspieler. Er ist der Schwiegervater des Baseball-Profispielers Yoshimura Sadaaki.
Iwabuchi debütierte am 11. Januar 1955 gegen die Auswahl Myanmars. Dabei gelang ihm gleich ein Treffer. Außerdem stand er im Nationalteam, das bei den Olympischen Spielen 1956 dabei war. Das Spiel gegen die Auswahl Australiens ging aber mit 0:2 verloren und so schied Japan in der ersten Runde aus.
| Jahr   | Einsätze | Tore |
| 1955   | 3        | 1    |
| 1956   | 3        | 1    |
| 1957   | 0        | 0    |
| 1958   | 2        | 0    |
| Gesamt | 8        | 2    |
| ------ | -------- | ---- |